# Streptopodium
Streptopodium is een geslacht van schimmels behorend tot de familie Erysiphaceae. De typesoort is Streptopodium bonariense.

## Soorten
Volgens Index Fungorum telt dit geslacht twee soorten (peildatum august 2022):
| Soortnaam                | Auteur(s)                      | Publicatiejaar |
| ------------------------ | ------------------------------ | -------------- |
| Streptopodium bonariense | (Speg.) R.Y. Zheng & G.Q. Chen | 1978           |
| Streptopodium tabebuiae  | Liberato & R.W. Barreto        | 2005           |